# Molophilus keira
Molophilus keira là một loài ruồi trong họ Limoniidae. Chúng phân bố ở miền Australasia.